# 太浩湖盆地管理区
太浩湖盆地管理区（英語：Lake Tahoe Basin Management Unit）是一座美国国家森林，用以保育太浩湖以及太浩湖盆地周围的公有土地。森林在內華達山脈处横跨加利福尼亚州和内华达州的边界线，面积约150,000英畝（610平方），海拔在海平面以上6,225英尺（1,897）到10,881英尺（3,317）之间。
39°N 120°W / 39°N 120°W